# 克林頓鎮區 (密歇根州奧斯科達縣)
克林頓鎮區（英語：Clinton Township）是位於美國密歇根州奧斯科達縣的一個行政鎮區。

## 地方資料
克林頓鎮區的面積為185.65平方千米，當中陸地面積為182.59平方千米，而水域面積為3.06平方千米。根據2020年美國人口普查的數據，當地共有人口431人，而人口密度為每平方千米2.32人。